# Micronecta

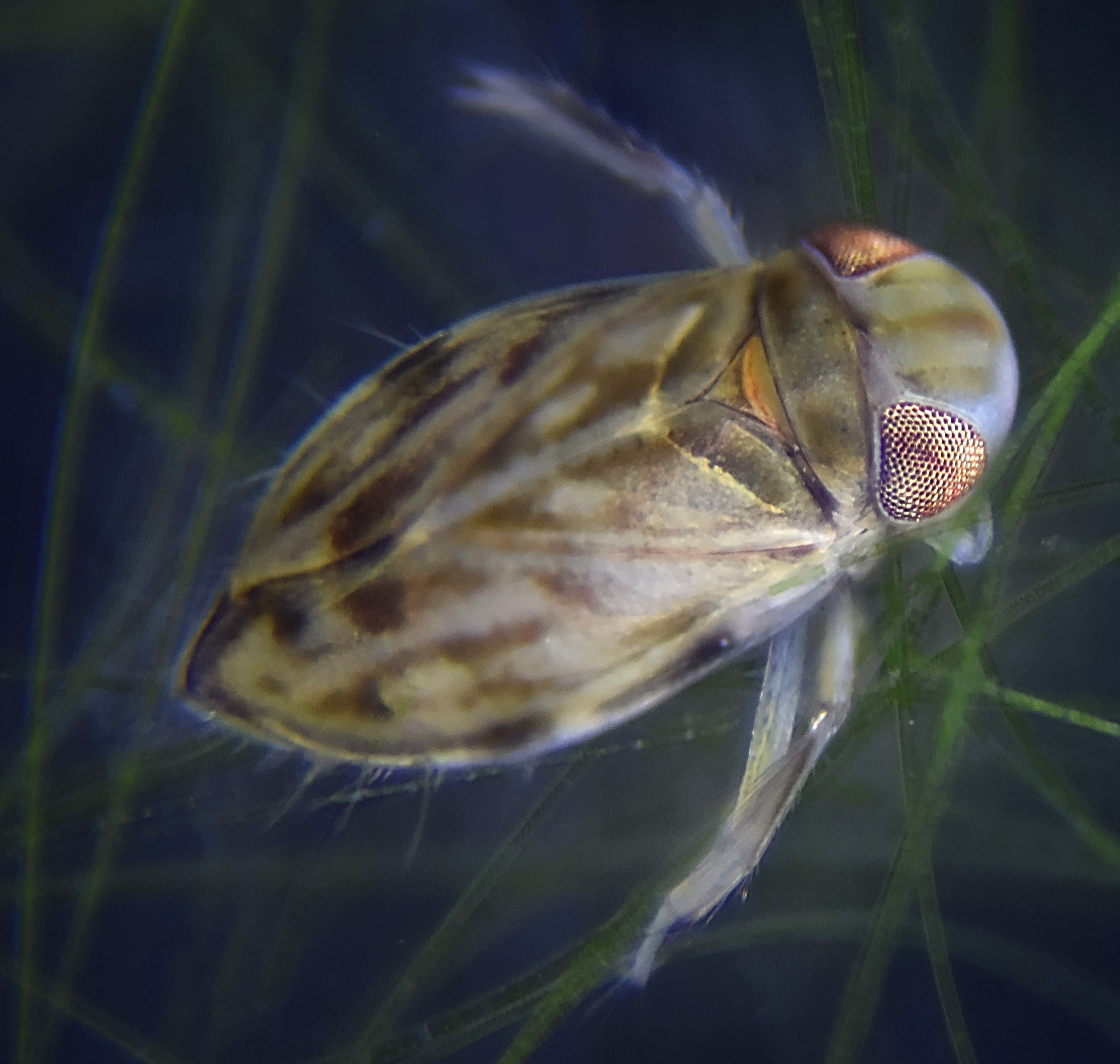
Micronecta scholtzi

Micronecta – rodzaj owadów należących do rodziny Corixidae.
Owady z rodzaju Micronecta dość różnią się od innych przedstawicieli rodziny Corixidae. Większość osiąga małe rozmiary, najmniejsze mają około 0,8 milimetra, a największe 3 mm długości. Mają dość duże głowy w stosunku do reszty ciała. Przedplecze mają w kształcie prostokąta i dość płaskie. Odwłok mają stosunkowo mały. Skrzydła złożone dachowo nad ciałem. Odnóża zwykle trzymają pod przedpleczem, rozkładając na boki tylne kończyny. Większość gatunków ma jasne pokrywy skrzydeł i o wiele jaśniejszy spód ciała. Wiele gatunków ma na przedpleczu i skrzydłach ciemne plamy. Przedstawicieli rodzaju micronecta można łatwo pomylić z żyrytwami, z którymi są blisko spokrewnione.
Owady te zamieszkują zarośnięte roślinami wodnymi stawy. Żerują zwykle na podwodnych skałach pokrytych glonami i na dnach zbiorników. Dorosłe owady często kryją się w gąszczach nitkowatych glonów i wśród mułu, gdzie szukają pożywienia.
Larwy większości gatunku mają ubarwienie jaskrawe. Są bardzo podobne do osobników imago, tyle że są bezskrzydłe. Często można je spotkać grupowo w gąszczach roślin wodnych.

## Gatunki występujące w Polsce
- Micronecta meridionalis
- Micronecta minutissima
- Micronecta griseola
- Micronecta poweri
- Micronecta carpatica